# VTV
VTV (Vaša televízia) byla v letech 1995 až 2000 televizní stanicí na Slovensku. Vysílala přes satelit a kabel.

## Začátky
Televize začala vysílat 22. dubna 1995. Vysílání bylo uvedeno americkým filmem Tah jezdcem.

## Finanční problémy a pád VTV
K VTV přibyla konkurenční soukromá televizní stanice Markíza. TV Markíza se zahraničním kapitálem a know-how vytlačila VTV na okraj diváckého zájmu. V dobách, kdy dluh VTV vůči Všeobecné úvěrové bance stoupal k 300 milionům Sk, dostala televize v roce 1998 první velkou finanční injekci – po prodeji 51% podílu společnosti VTV Cable TV spol s r. o. společnosti TV Plus Vladimíra Poóra. V září se uskutečnil ve VTV relaunching, televize byla posilněna balíkem TV filmů a německých TV seriálů. Paralelně se objevila outdoorová kampaň televize. Stanice však postupně začala opět programově stagnovat. Po dalších majetkových přísunech se dostala k televizi bývalá programová ředitelka TV Markíza Tatiana Heldová, která se pokusila zlepšit situaci upravením programové struktury. VTV ukončila vysílání v únoru 2000 po téměř pěti letech vysílání.

## Pořady VTV
- Aj múdry schybí
- Osmička
- Dvanástka (česky Dvanáctka)
- Receptárium
- Motomagazín
- Hitparáda K.O
- Kokteil (česky Koktejl)
- Tenisky
- Magická záhrada (česky Magická zahrada)
- Bez dresu
- Tourclub
- Hitparáda SC TOP 10
- Denník VTV (česky Deník VTV)
- Ententičky (česky Ententičky)
- Klub 22
- 2+2
- TeenAge
- Vo fraku (česky Ve fraku)
- Pošepky (česky Posypky)
- Level majstrov (česky Level mistrů)